# Il grande mondo laggiù
Il grande mondo laggiù è un'antologia di racconti di fantascienza e fantastici di Ray Bradbury, pubblicata nel 1984 in italiano inizialmente col titolo 34 racconti.

In questa raccolta viene rivelato ai lettori il "mondo fantastico" dell'autore, attraverso le sensazioni e i sentimenti dei vari protagonisti, che sono circondati dalla paura, dalla speranza, la nostalgia, spinti sempre in bilico tra due polarità: il presente ed il futuro. Bradbury si impegna a comunicare al mondo l'importanza dell'amore, dell'affetto e dell'amicizia, perché 

## Racconti
- La sera (The Night, 1946)
- La ragazza che viaggiava (The Traveller, 1946)
- Il lago (The Lake, 1944)
- La bara (The Coffin, 1947)
- Il grande incendio (The Great Fire, 1949)
- L'immensità (The Wilderness, 1952)
- Rumore di tuono (A Sound of Thunder, 1952)
- L'assassino (The Murderer, 1953)
- La strega d'aprile (The April Witch, 1952)
- Il ragazzo invisibile (Invisible Boy, 1945)
- L'aquilone d'oro, il vento d'argento (The Golden Kite, the Silver Wind, 1953)
- La sirena (The Fog Horn, 1951)
- La grande partita bianca e nera (The Big Black and White Game, 1945)
- Ricamo (Embroidery, 1951)
- Le auree mele del sole (The Golden Apples of the Sun, 1953)
- La centrale (Powerhouse, 1948)
- Addio (Hail and Farewell, 1953)
- Il grande mondo laggiù (The Great Wide World Over There, 1953)
- Il commiato (The Leave-Taking, 1957)
- Esorcismo (Exorcism, 1957)
- La macchina della felicità (The Last, the Very Last, 1955)
- Chiamando il Messico (Calling Mexico, 1950)
- Il meraviglioso abito color gelato alla panna (The Wonderful Ice Cream Suit, 1959)
- Erano bruni con gli occhi d'oro (Dark They Were, and Golden-Eyed, 1959)
- Il vetro color fragola (The Strawberry Window, 1954)
- Profumo di salsapariglia (A Scent of Sarsaparilla, 1953)
- L'estate di Picasso (The Picasso Summer, 1980)
- Il giorno in cui piovve sempre (The Day It Rained Forever, 1957)
- Una medicina per la malinconia (Il Rimedio Sovrano Rivelato!) (A Medicine for Melancholy, 1959)
- Sulla spiaggia al tramonto (The Shoreline at Sunset, 1959)
- Delirio (Fever Dream, 1948)
- La città dove nessuno scendeva (The Town Where No One Got Off, 1958)
- Tutta l'estate in un giorno (All Summer in a Day, 1954)
- La fine del principio (The End of the Beginning, 1959)